# هولا موهالا
هولا موهالا (بالبنجابية(ਹੋਲਾ ਮਹੱਲਾ),بالهندية(होला मोहल्ला) ويسمى أيضاً ب هولا، انه مهرجان السيخ ليوم واحد والذي يقع في اذار \ مارس، ويقام في اليوم الثاني من الشهري القمري ل شيت Chett بعد يوم المهرجان الربيعي الهندوسي هولي، ولكنه قد يتزامن في بعض الأحيان مع هولي. هولا موهالا أكبر حدث احتفالي للسيخ حول العالم. 
المعرض الذي يقام خلال هولي وهولا في أناندبور هو حدث تقليدي لمدة ثلاث أيام، ولكن المشاركون يحضرون أناندبور صاحب لاسبوع، بخرجون ويستمتعون بعروضٍ متنوعة من براعة وشجاعة القتال، ويستمعون لموسيقى كيرتان "Kirtan " والشعر. وبالنسبة للوجبات -التي تعد جزءاً لا يتجزء من مؤسسة السيخ- يجلس الزوار معاً في صفوف (بانجاتس Pangats) ويأكلون الطعام النباتي ل اللانجارز " Langars ". ويختم الحدث في هولا موهالا ب موكبٍ طويل على الطراز العسكري قرب تاخت سري كشجاره صاحب " Takht Sri Keshgarh Sahib " أحد المقاعد الخمس للسلطة المؤقتة للسيخ.

## أصل الكلمة

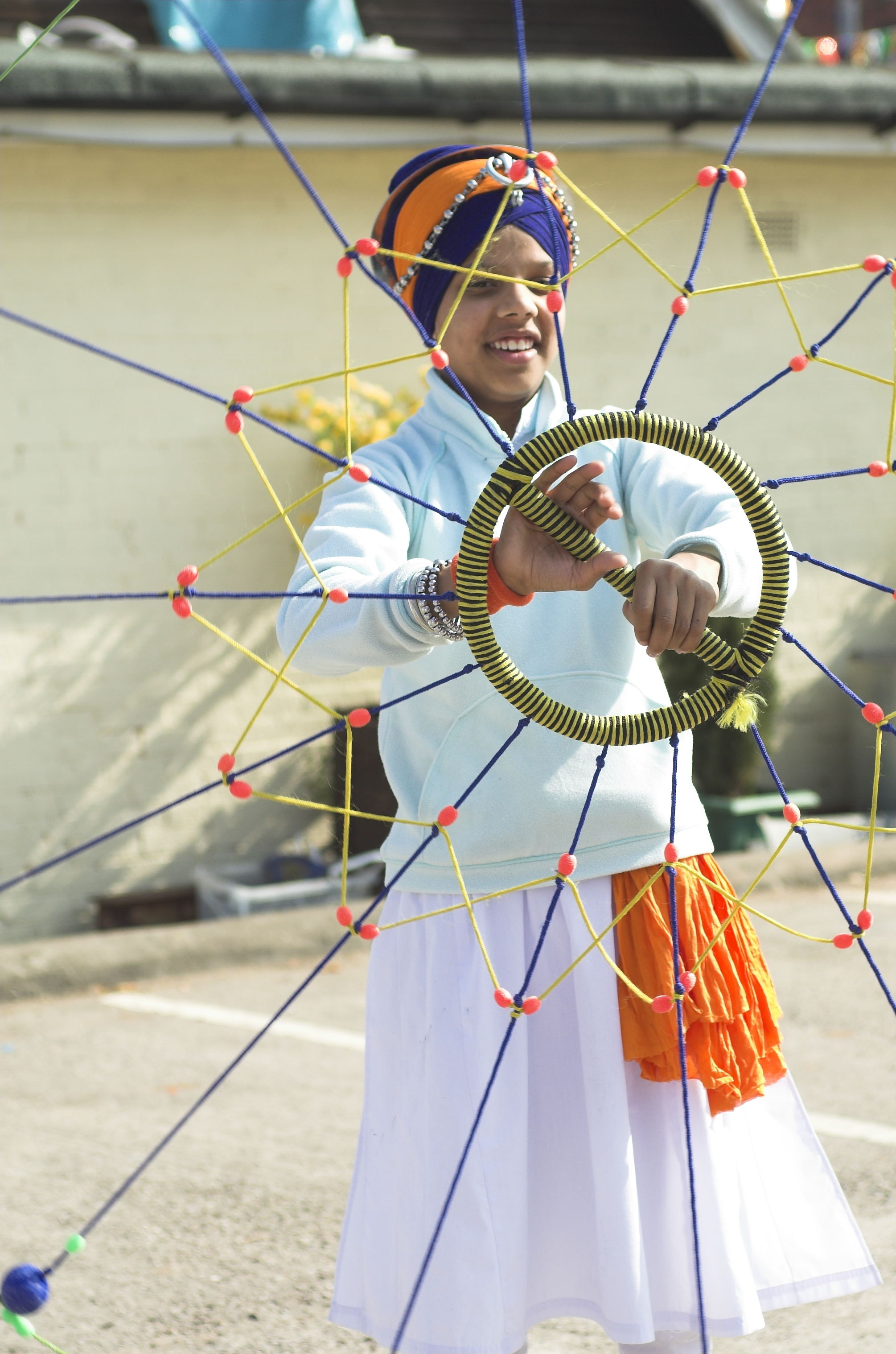

أصل كلمة «هولا»Hola«مشتقة من كلمة هالا»Halla«أي (تهمة العسكرية) ومصطلح موهالا» Mohalla «كرمز لموكب منظم أو صف جيشي، وقد تعني كلمات هولا موهالا»Hola Mohalla «تهمة الجيش.»
يلاحظ الدكتور أهلواليا الحاصل على الماستر في العلوم أن المصطلح البنجابي ماهاليا المشتق من الجذر هال يعني النزول أو تنزل ويشير أيضا إلى موكب منظم في شكل صف جيشٍ مصحوبٍ ب طبول الحرب ورافعة الرايات ومواصلة التحرك للموقع المُعطى أو الانتقال من ولاية لاخرى.
هولا كلمة سنسكريتية من المفترض أن تتميز عن هولي «مهرجان الربيع الهندوسي للألوان» الذي يقام قبل يوم من هولا موهالا.

## التاريخ
أُسِس المهرجان من قِبل جورو جوبند سينغ Guru Gobind Singh السيخ جورو العاشر. كان جورو في خِضم القتال بين أورانجزيب من الامبراطورية المغولية وهِلّ الراجابوت، وأنشأ حديثاً الخالسة بانث. في السابع من اذار \ مارس 1701 بدأ جورو جوبند سينغ بتقليدٍ جديد بالإشراف على يوم من المعارك الوهمية والمسابقات الشعرية في حصن لوهغارة، وقد انتشر التقليد منذ ذلك الحين من بلدة أناندبور صاحب ل كيراتبور صاحب القريبة ول سفوح شيفالنكس ول جوردواراس الأخرى حول العالم.
و وفقاً لشاعر محكمة جورو جوبند سينغ في بهاي ناند لال "Bhai Nand Lal "أن الألوان تُلقى من قِبل المشاركين بعد الانتهاء من المعارك الوهمية، ويشير تقليد السيخ أن جورو جابند سينغ شارك أيضاً في المهرجان الملون باستخدام غولال -الذي بقي للعصر الحديث مع نيهانغس " Nihangs " رش الغولال (بودرة الفارينكوس الحمراء) على بعضهم البعض وعلى الجمهور. 
و وجهة النظر البديلة هو أن الممارسة في رمي الالوان لم يلاحظه جورو جوبند سينغ.
يبنى هولا موهالا على مهرجان هولي، ويصف السري جورو جرانث صاحب الاحتفال هولي بخدمة الله، وتظهر ألوان هولي في محبة الرب، بينما يبدأ هولي مع هوليكا داهان في ليلة اكتمال القمر من فاجان أو فالجان " Phagan or Phalgan" ويشار إلى مهرجان هولي باحتفال فالجن "Phalgun" على الرغم من أن يوم هولي الفعلي يقع في أول يوم من الشهر القمري ل شيت Chett , وبنى سري جوبند سينغ جي على هذه الطريقة لاحتفال بهولي بإضافة عنصر عسكري وخلق هولا موهالا ليتم الاحتفال به بعد يوم من هولي.